# Dinner für Spinner (1998)
Dinner für Spinner (Originaltitel: Le Dîner de cons) ist eine französische Filmkomödie von Francis Veber aus dem Jahr 1998 mit Thierry Lhermitte, Francis Huster und Jacques Villeret. Sie ist eine Adaption von Vebers gleichnamigen Theaterstück, das 1993 Premiere feierte.

## Handlung
Mehrere wohlhabende Bürger treffen sich regelmäßig zu einem „Dinner“. Jeder hat dabei einen „Trottel“ mitzubringen, über den man sich beim Essen lustig machen kann. Der Verleger Brochant ist für diese Woche noch auf der Suche nach einem Trottel und findet einen über einen Freund, nämlich den angeblichen Supertrottel Pignon, der Finanzbeamter ist und aus Streichhölzern den Eiffelturm, Brücken und Fahrzeuge bastelt. Brochant bestellt Pignon zu sich, um ihn zum Dinner mitzunehmen. Bevor Pignon ankommt, klemmt sich Brochant den Ischiasnerv ein und ist daher nicht in der Lage, zum Dinner zu gehen.
Als Pignon dann auftaucht, verläuft der Abend ganz anders, als Brochant sich das vorgestellt hat. Brochant möchte Pignon loswerden, doch gegen den gutmütig „hilfsbereiten“ Pignon hat er keine Chance. Pignon verwechselt Brochants Frau und Geliebte, bringt beide dazu, diesen zu verlassen, und holt ihm schließlich auch noch den Steuerfahnder ins Haus, weil dieser, ein Kollege, die Adresse eines stadtbekannten Verführers kennt, der möglicherweise Brochants Frau bei sich hat. Dies ist aber nicht der Fall, sondern die Frau des Steuerfahnders ist bei ihm. Brochants Frau ist stattdessen bei einem Verkehrsunfall schwer verunglückt und liegt im Krankenhaus. Pignon erfährt schließlich, worin seine Rolle im Spiel eigentlich bestehen sollte. Trotzdem arrangiert – und verpatzt – er eine Versöhnung zwischen Brochant und seiner Frau. Der Steuerfahnder erkennt sofort, dass es sich bei Brochant um einen notorischen Steuerhinterzieher handelt, dem er für den nächsten Morgen seinen Besuch in offizieller Mission ankündigt.

## Trivia
- François Pignon ist der immer wiederkehrende Name der Antihelden in Francis Vebers Werk: Der „Spinner“ des Dinners trägt den Namen ebenso wie bereits die ungeschickte Nervensäge in Die Filzlaus von 1973, der „Hornochse“ in Der Hornochse und sein Zugpferd von 1981, der eine der beiden „Spaßvögel“ in Zwei irre Spaßvögel von 1983, der verlassene schüchterne Buchhalter in Ein Mann sieht rosa von 2001, die „Nervensäge“ in Der Killer und die Nervensäge von 2008.
- Zum Erhalt der Situationskomik wurden in der deutschen Synchronfassung zwei Namen geändert:
  - Brochants Geliebte Marlène Sasseur heißt in der deutschen Version Marlène Dutante. Pignon hält sie fälschlicherweise für Brochants Tante, in der französischen Originalversion für seine Schwester.
  - Brochants Freund Juste Leblanc heißt in der deutschen Version Nur Leblanc. In beiden Versionen fragt Pignon Brochant, ob Leblanc keinen Vornamen habe.

## Kritiken
„Schlag auf Schlag fallen die Pointen in dieser geistreichen Komödie, in der ein argloser Tollpatsch einen Snob das Fürchten lehrt und die in Frankreich über acht Millionen Zuschauer fand. Francis Veber inszenierte hier nach seinem ersten eigenen Theaterstück, dass (sic!) 1993 seine Uraufführung erlebte.“

„Zähflüssige Komödie mit nur wenigen zündenden Gags und überforderten Hauptdarstellern.“

„Es ist das Thema von fast allen Filmen Francis Vebers, doch nie war eine Komödie von ihm treffsicherer als Le diner de cons, denn dank einem großartigen schauspielerischen Ensemble funktioniert jeder Witz. […] Gefüllt mit knackigen Dialogen, die nahtlos ineinander überfließen, gut aufgelegten Darstellern, frischen Ideen, einer sensiblen Botschaft gehört Dinner für Spinner zu den großen Komödien der Filmgeschichte. Liebhaber von dialoglastiger Situationskomik werden um dieses Feuerwerk nur schwer herumkommen, denn diese Komödie ist so gut wie ihr Ruf.“

## Auszeichnungen
Der Film war sechsfach für den französischen Filmpreis César nominiert. Während er in den Kategorien Bester Hauptdarsteller (Jacques Villeret), Bester Nebendarsteller (Daniel Prévost) und Bestes Drehbuch gewann, musste er sich in den Kategorien Bester Film, Beste Regie und Beste Nebendarstellerin (Catherine Frot) anderen Produktionen geschlagen geben.
Er gewann den Prix Lumières für das beste Drehbuch.
Bei den Goyas 2000 war Dinner für Spinner als bester europäischer Film nominiert, konnte sich aber nicht gegen Roberto Benignis Holocaust-Tragikomödie Das Leben ist schön durchsetzen.

## Neuverfilmung
2010 entstand eine US-amerikanische Neuverfilmung mit Steve Carell, Paul Rudd und Zach Galifianakis unter der Regie von Jay Roach.